# Mezzane di Sotto
Mezzane di Sotto – miejscowość i gmina we Włoszech, w regionie Wenecja Euganejska, w prowincji Werona.
Według danych na rok 2004 gminę zamieszkiwało 1879 osób, 98,9 os./km².